# Parada ponosa
Parada ponosa ili povorka ponosa (poznata i kao Gej parada) je godišnja festivalska proslava ponosa LGBT osoba, koja se održava u mnogim gradovima širom sveta. Većina parada se organizuje u junu, kako bi se održalo sećanje na Stounvolsku pobunu, ali ih, gledano na svetskom nivou, ima tokom cele godine.
Pored karnevalske zabave, parade ponosa imaju i politički značaj usmeravanja pažnje javnosti na LGBT ljudska prava. U državama u kojima je prihvatanje LGBT osoba i poštovanje njihovih prava na niskom nivou parade ponosa imaju više politički i aktivistički karakter, dok u gradovima gde su LGBT osobe prihvaćene parade imaju festivalski i karnevalski karakter.

## Naziv
Ponos predstavlja promociju vrednosti samopotvrđivanja, dostojanstva, jednakosti i povećane vidljivosti LGBT osoba kao društvene grupe, nasuprot stidu, sramu i društvenoj stigmatizaciji.
Ova manifestacija se u svetu uglavnom naziva Parada ponosa (engl. Pride Parade) ili samo Prajd (engl. pride - ponos), npr. Amsterdam prajd, London prajd, Zagreb prajd itd. U nekim državama, posebno u Australiji, ove parade se nazivaju Mardi Gra, što je izvorno naziv za dan pre početka uskršnjeg posta pa svi karnevali koji se tada organizuju nose ovaj naziv. U Nemačkoj i u Švajcarskoj parade ponosa LGBT osoba se nazivaju Kristofer strit dej (engl. Christopher Street Day ili skraćeno CSD), po nazivu ulice u kojoj se desila Stounvolska pobuna. U Austriji naziv parade je Regenbogenparade (Parada zastave duginih boja).
Neformalni naziv za ovu manifestaciju je Gej parada. Reč gej u početku nije označavala samo homoseksualne muškarce, već je korišćena kao krovni, kolektivni termin kojim se označavala cela populacija neheteroseksualnih osoba, kao što je danas to skraćenica LGBT ili reč kvir u jednom od svojih značenja. Sa jačanjem LGBT zajednice u celosti, kao i pojedinih grupa koje je čine, pojavila se potreba za preciznijim, inkluzivnijim jezikom. Naziv Gej parada, odnosno Parada gej ponosa je najpre promenjen u Parada gej i lezbejskog ponosa, da bi kasnije bio preimenovan u Parada LGBT ponosa (što uključuje i biseksualne i transrodne učesnice i učesnike) ili samo Parada ponosa.

## Istorija
Parada ponosa svoje početke ima u „Stounvolskoj pobuni“, događaju koji se desio 27./28. juna, 1969. godine u klubu „Stounvol in“ u njujorškom kvartu Grinič Vilidž. Tom prilikom su se drag kvinsice pobunile protiv policijske racije, maltretiranja i hapšenja. Ovaj događaj se smatra jednim od najvažnijih događaja u istoriji LGBT pokreta i početkom savremene borbe za LGBT ljudska prava. Naredne godine, 28. juna Front oslobođenja gejeva, pod koordinacijom Brende Hovard, organizovao je prvi marš u Njujorku u znak obeležavanja tzv. Stounvolske revolucije, marširajući od Grinič Vilidža do Central Parka. U isto vreme LGBT osobe su organizovale sliče marševe u Los Anđelesu i San Francisku.
Prve parade su imale značajnu političku ulogu u emancipaciji LGBT osoba, jačanju vidljivosti i postavljanju zahteva za poštovanje prava osoba drugačije seksualne orijentacije. U Njujorku i Atlanti ovi marševi su se nazivali „Gay Liberation Marches“, a na Zapadnoj obali „Gay Freedom Marches“. Osamdesetih godina, međutim, konzervativnije struje u okviru LGBT zajednice dobijaju veću snagu, preuzimaju kontrolu nad ovim marševima i nazive „Gay Liberation“ i (gej oslobođenje) „Gay Freedom“ (gej sloboda) zamenjuju sa „Gay Pride“ (gej ponos).
Sa seksualno psihološke tačke gledišta, nezadrživa želja lezbejki, gejeva, biseksualnih osoba za organizacijom parada ponosa, pa čak i po cenu sopstvenih života, je posledica uticaja razvojnih nagona i nagona življenja koji su nešto drugačije od onih kod heteroseksualnih osoba. LGB osoba mora da se izbori sa predrasudama, diskriminacijom i nasiljem u društvu, a u nekim slučajevima i u svojim porodicama i zato organizaciju parade ponosa u svim društvima uslovno treba shvatiti kao (svesni ili nesvesni) kontinuum od njihovih "nagonskih potreba" na jednoj strani do "društveno statusnih potreba" na drugoj. Svako drugojačije tumačenje ili zloupotreba njene organizacije (bilo sa koje strane potekla) vodi politizaciji ovog problema, koji može samo štetiti svim pripadnicima bilo kog civilizovanog društva.
Zato u homofobičnim sredinama parade ponosa imaju i dalje ozbiljniji scenario i veći akcenat na politički značaj ovakvog okupljanja. U sredinama sa većim nivoom prihvatanja LGBT osoba parade imaju pretežno zabavni karakter, nalik na karnevale u katoličkim zemljama pre početka Velikog posta, kao što su Karneval u Veneciji ili Karneval u Rio de Žaneiru, sa raskošnim kostimima, muzikom i uličnom povorkom i plesom. Oni, međutim, i dalje nose važnu poruku kojom skreću pažnju javnosti na politička pitanja kao što su istopolni brakovi, diskriminacija i homofobija, uključivanje LGBT osoba, jačanje identiteta i stvaranja prihvatajuće sredine, posebno za mlade LGBT osobe.

## Parade ponosa u svetu
| Homoseksualnost legalna Istopolni brak Istopolna partnerstva Zajednice nisu priznate Istopolni brak sklopljen drugde se priznaje Nema nikakvih zakona | Homoseksualnost nelagalna Minimalna kazna Visoka kazna Doživotna kazna Kazna smrću |

### Evropa

#### Juroprajd
Europrajd (Europride) je najveća internacionalna parada ponosa LGBT osoba koja se održava u Evropi. Svake godine grad domaćin je jedan od Evropskih gradova, koji, po pravilu, ima tradiciju održavanja parada ponosa i značajnu LGBT zajednicu. Prvi put je Europrajd održan u Londonu 1992. godine.

#### London
London prajd je jedna od najstarijih parada ponosa, koja se održava redovno od 1972. godine. Takođe, često se pominje kao primer dobrog organizovanja velikih uličnih skupova. Na paradi ponosa u Londonu učestvuje veliki broj poznatih ličnosti, kao što su Elton Džon, Ijan Makelen, Stiven Fraj i drugi. London će 2012. biti domaćin World Pride-a.

#### Amsterdam
Amsterdam gej prajd se održava svake godine od 1996. i smatra se jednim od najuspešnijih u pridobijanju podrške i društvenog prihvatanja. Događaj koji traje tokom celog vikenda obuhvata koncerte, sportska takmičenja, ulične žurke i centralnu paradu koja prolazi kroz grad na kanalima (Canal Pride). Godine 2008. tri vladina ministra su se priključili paradi na zasebnom brodu koji je predstavljao celu vladu. Te godine procenjeno je prisustvo od oko 500,000 ljudi.

#### Budimpešta
Parada ponosa redovno se održava u Budimpešti od 1997. Parada se obično održava prve subote meseca jula. 
Policija Budimpešte ukinula je dozvolu za održavanje gej parade u Budimpešti 2011, sa trasom prolaska parade ispred zgrade mađarskog parlamenta, sa obrazloženjem da bi to dovelo do „nesrazmernog poremećaja saobraćaja“. Ovakvu odluku policije poništio je sud u Budimpešti, tako da će Parada ponosa 2011, u Budimpešti, proći pored zgrade parlamenta.

#### Hrvatska

##### Zagreb
Prva parada u Zagrebu održana je 2002. godine uz jako prisustvo policije. Prisustvo policije je narednih godina bilo još veće, što je i rezultiralo time da nema većih incidenata tokom parade, dok se napadi na učesnike uglavnom dešavaju nakon parade kada se policija raziđe a učesnici krenu kućama.
Od 2002. godine parada ponosa u Zagrebu održava se redovno. Godine, 2006. parada je išla pod nazivom „Internacionala pride“, okupljajući LGBT aktivističku scenu iz cele jugoistočne Evrope. Tokom parade 2010. u Zagrebu su zabilježena dva napada na učesnike. U isto vrijeme je održana i Anti gej parada (Anti gay pride) koju je policijski kordon razdvajao od učesnika gej parade.

##### Split
U Splitu je 11. juna 2011. održana „Split gej parada“ na kojoj je došlo do nereda. Učesnika parade je bilo par stotina. Oko 4.000 protivnika parade je protestovalo na ulicama, a huligani su učesnike parade gađali raznim predmetima nakon čega je parada prekinuta pre održavanja predviđenih govora na kraju šetnje. Privedeno je više od 70 huligana.

#### Beograd
Parada ponosa organizovana je 30. juna 2001. godine, a njene učesnike su napali navijači fudbalskih klubova, skinhedsi, ultra-nacionalističke grupe, kao što je Obraz, simpatizeri nacionalističkih stranaka uz prisustvo i podršku jednog sveštenika Srpske pravoslavne crkve dr Žarka Gavrilovića. Policija nije odmah reagovala, a kasnije su i sami policajci bili napadnuti. Tom prilikom povređeno je više učesnika parade ponosa. Vlada i državni zvaničnici se zvanično nisu oglasili povodom ovog događaja.
Godine 2009. ponovo je najavljeno održavanje parade ponosa u Beogradu, zakazane za 20. septembar. Najava održavanja parade je izazvala reakcije nacionalističkih grupa i povećala je nasilje nad LGBT osobama, kao i osobama koje su percipirane kao LGBT. S druge strane državna i lokalna vlast je iskazala spremnost da stane u odbranu ljudskih prava. Ministar unutrašnjih poslova, Ivica Dačić je dao garancije da će policija zaštiti građane na paradi ponosa.
Prva Parada ponosa u Beogradu je održana 10. oktobra 2010. godine. U povorci je učestvovalo nešto manje od 1.000 građana, dok je broj policajaca koji su je obezbeđivali bio pet puta veći. Dan ranije, građani Beograda koji su bili protiv održavanja ove parade održali su „Porodičnu šetnju“ u znak protesta protiv „Parade ponosa“. U Porodičnoj šetnji je prema procenama policije učestvovalo više od 2.500 građana.
Prva Trans parada je održana 20. septembra 2015. godine, a od 2016. godine se zbog nesuglasica u zajednici organizuju dve parade: Parada „Ponos Srbije” u junu koji se širom sveta obeležava kao Mesec ponosa i tradicionalna Parada ponosa u septembru u organizaciji Beograd prajda.

#### Sofija
U Sofiji je prva parada ponosa održana 2008. godine kada je došlo do sukoba protivnika parade i učesnika parade. Nakon 2008. su održane dvije parade ponosa koje su prošle bez većih incidenata.

#### Ljubljana
Parada ponosa održava se u Ljubljani redovno, počevši od 2001. godine. Deseta, jubilarna, parada ponosa održana je u julu 2010, uz prisustvo visokih državnih funkcionera Slovenije. Tokom parade ponosa 2009. u Ljubljani desio se napad na njene učesnike.

#### Moskva
U Moskvi su parade ponosa zabranjene odlukom nekadašnjeg gradonačelnika, Jurija Luškova. Policija je prekidala povorke ponosa 2006, 2007, 2008 i 2009. godine. U maju 2010, uprkos zabrani vlasti, održane su prve neprekinute Povorke ponosa u Moskvi, koje su trajale kratko, a policija nije reagovala. Povodom zabrana Povorki ponosa, grupa LGBT aktivista je 2010. godine protestovala, ali je moskovska policija rasturila proteste koji nisu bili propisno najavljeni. U oktobru 2010, nekoliko dana nakon smene gradonačelnika, održan je prvi dozvoljeni skup pripadnika LGBT populacije u Moskvi.

##### Aleksejev protiv Rusije
Zbog zabrana parada ponosa 2006, 2007 i 2008. godine, grupa ruskih LGBT aktivista, predvođena Nikolajem Aleksejevim, tužila je Rusiju pred Evropskim sudom za ljudska prava u Strazburu. Sud je, 21. oktobra 2010, doneo jednoglasnu presudu kojom je Rusija proglašena krivom za kršenje članova 11, 13, i 14 Evropske konvencije o ljudskim pravima. Rusija je uložila žalbu na presudu, međutim, očekuje se da će ukoliko presuda bude potvrđena postati pravosnažna pre najavljene parade ponosa koja se treba održati u maju 2011. godine.

#### Podgorica
U Crnoj Gori organizovane su dvije gej parade dok je treća planirana za ljeto 2014. Prva parada ili probna parada je završena u Budvi nasilnim događajima dok je ona druga, u Podgorici svega par mjeseci kasnije protekla uz manje incidente i privođenje više desetina ljudi.

### Afrika
Jedini grad na području Afrike u kome je do sada održana parada ponosa je Kejptaun.

### Azija
Na području Azije parade ponose su do sada održane na prostoru sedam država — u Indiji, Izraelu, Japanu, Nepalu, Hong Kongu (Kini), Filipinima i Tajvanu.

### Amerika

#### San Francisko
San Francisco Prajd je jedna od najpoznatijih i turistički najatraktivnijih parada ponosa u svetu. Godine 2008. procenjeno je učešće od oko 1.2 miliona ljudi. To je druga po veličini parada bilo kog tipa u Kaliforniji, odmah posle proslave Nove Godine u Pasadeni. Pored toga, parada ponosa u San Francisku je jedna od najstarijih parada, koja se održava redovno od 1970. godine.

#### Njujork
Parada ponosa u Njujorku se smatra prvom paradom ponosa, jer se događaj koji se obeležava paradama ponosa dogodio u Njujorku. Povorka se kreće Petom avenijom do Grinič Vilidža i prolazi pored Stounvol ina.

#### Sao Paulo
Parada ponosa u Sao Paulu se smatra najvećom paradom na svetu. Godine 2006. ova parada je ušla u Ginisovu knjigu sa 2.5 miliona posetilaca prema procenama policije. Prema procenama organizatora, 2007. godine na paradi je učestvovalo oko 3.5 miliona ljudi.

### Australija
Sidnej gej i lezbejski Mardi Gra je najveća parada ponosa LGBT osoba u Australiji i jedan od najvećih događaja tog tipa u svetu. Počeci ove proslave su u ranim 1980-im godinama, nakon hapšenja učesnika i učesnica pro-LGBT protesta koji su započeti 1978. Događaj se održava noću sa oko 10.000 učesnica i učesnika i skupom scenografijom.

## Spoljašnje veze
- Pride Belgrade 2010
- Zagreb-Pride
- Parada ponosa, Ljubljana
- CSD-Berlin Архивирано на веб-сајту  (23. новембар 2020)
- „Europride London 2006”.
- „Worldpride, Jerusalim 2006”.